# 岩川駅
岩川駅（いわがわえき）は、かつて鹿児島県曽於郡大隅町（現・曽於市）岩川にかつて存在した、日本国有鉄道（国鉄）志布志線の駅である。志布志線の廃止に伴い、1987年（昭和62年）3月28日に廃駅となった。

## 歴史
- 1924年（大正13年）3月25日：一般駅として開業[1]。
- 1949年（昭和24年）6月4日：昭和天皇のお召し列車が停車。ホーム及び駅前で奉迎が行われた（昭和天皇の戦後巡幸）[2]。
- 1952年（昭和27年）3月25日：鉄筋コンクリート造の駅舎に改築[3]。
- 1980年（昭和55年）10月1日：貨物の取り扱いを廃止[1]。
- 1984年（昭和59年）2月1日：荷物扱い廃止[1]。
- 1987年（昭和62年）3月28日：志布志線の全線廃止に伴い、廃駅となる[1]。

## 駅構造
- 旧大隅町の中心駅で、曽於郡の行政の中心部に当たっていた。
- 2面2線の相対式ホームやたくさんの側線と車両基地を有する、構内の規模が大きい列車交換可能な駅であった。
- 信号運転扱いは直営。出改札業務のみ委託駅であった。
- 駅舎は、コンクリート平屋建ての立派なものであった。

## 現状
駅跡地には現在、大隅合同庁舎が建っている。附近には鉄道信号機が残っていたが、2021年11月現在、老朽化のためか撤去された。

## 隣の駅
日本国有鉄道
志布志線
岩北駅 - 岩川駅 - 大隅松山駅